# PoliAmor (sèrie de televisió)
PoliAmor és la primera sèrie de ficció emesa en directe a través de l'eina Instagram Live. Dirigida per Àlex Mañas i Jordi Planas, el primer episodi d'aquesta es va emetre a les 22h del 18 de novembre de 2018 a través del perfil oficial de TV3 a la xarxa social Instagram.
PoliAmor és una comèdia que aborda temes com les aspiracions emocionals i les relacions humanes. La seva principal característica és que compta amb l'interacció dels espectadors, donat que aquests poden comentar en directe a través de la connexió a l'Instagram Live que es realitza des del compte d'Instagram del canal de televisió autonòmic TV3. Per tant, la sèrie s'emet en llengua catalana. Els mateixos personatges interactuen amb els espectadors, trencant així la quarta paret.

## Argument
La Berta (Nausicaa Bonnín), protagonista de la sèrie, és una noia de 30 anys que acaba de trencar la seva relació de tres anys amb el Pol (Pep Ambròs). Durant tres mesos aquesta tindrà l'oportunitat de viure noves experiències i conèixer diferents punts de vista.

## Repartiment
- Berta (Nausicaa Bonnín)
- Pol (Pep Ambròs)
- Àlex (Roi Sastre)
- Sergi (Ivan Massagué)
- Merche (Marta Millà)
- Toni (Pau Ribó)[4]